# Air Mauritius
Air Mauritius è la compagnia aerea di bandiera di Mauritius. La sua sede è a Port Louis, mentre la sua base operativa è presso l'aeroporto Internazionale Sir Seewoosagur Ramgoolam.
La compagnia è al 51% di proprietà di Air Mauritius Holdings Ltd., il cui azionista di maggioranza è il governo mauriziano; quote di minoranza sono possedute da Air France e da Air India.
Air Mauritius è il quarto più grande vettore aereo dell'Africa sub-sahariana, ed ha una posizione di rilievo nei mercati europei, africani e nell'area dell'Oceano Indiano. Nel 2011 la compagnia vinse per il settimo anno consecutivo l'Indian Ocean Leading Airline Prize.

## Storia

### I primi anni
La società venne costituita il 14 giugno 1967 da Air France, BOAC e il governo delle Mauritius, con una quota del 27,5% ciascuna; il resto era detenuto da Rogers and Co. Ltd., l'agente di vendita generale di Air France e BOAC alle Mauritius.
All'inizio, il vettore operava servizi internazionali in collaborazione con Air France, Air India e British Airways, che all'epoca deteneva congiuntamente una partecipazione del 25% in Air Mauritius. Fino al 1972, la compagnia limitò le sue attività ai soli servizi di terra; iniziò le operazioni di volo a pieno titolo nell'agosto 1972 con un Piper PA-31 Navajo a sei posti preso in leasing da Air Madagascar, collegando Mauritius con Rodrigues. L'aereo era dipinto con la livrea di Air Mauritius, ma conservava una registrazione malgascia.
Nel 1973, un Vickers VC10 della British Airways permise alla compagnia di lanciare una rotta a lungo raggio verso Londra via Nairobi, mentre i servizi per Bombay erano operati da Air India. Il Navajo venne sostituito con un Twin Otter da 16 posti acquisito nel 1975. Quando l'accordo con Air France e British Airways si concluse, un Boeing 707-400 in leasing e con equipaggio della British Airtours aiutò la compagnia aerea a iniziare i servizi a lungo raggio in modo indipendente. Le operazioni a lungo raggio iniziarono il 1º novembre 1977. Un secondo Twin Otter arrivò nel 1979.

### Espansione

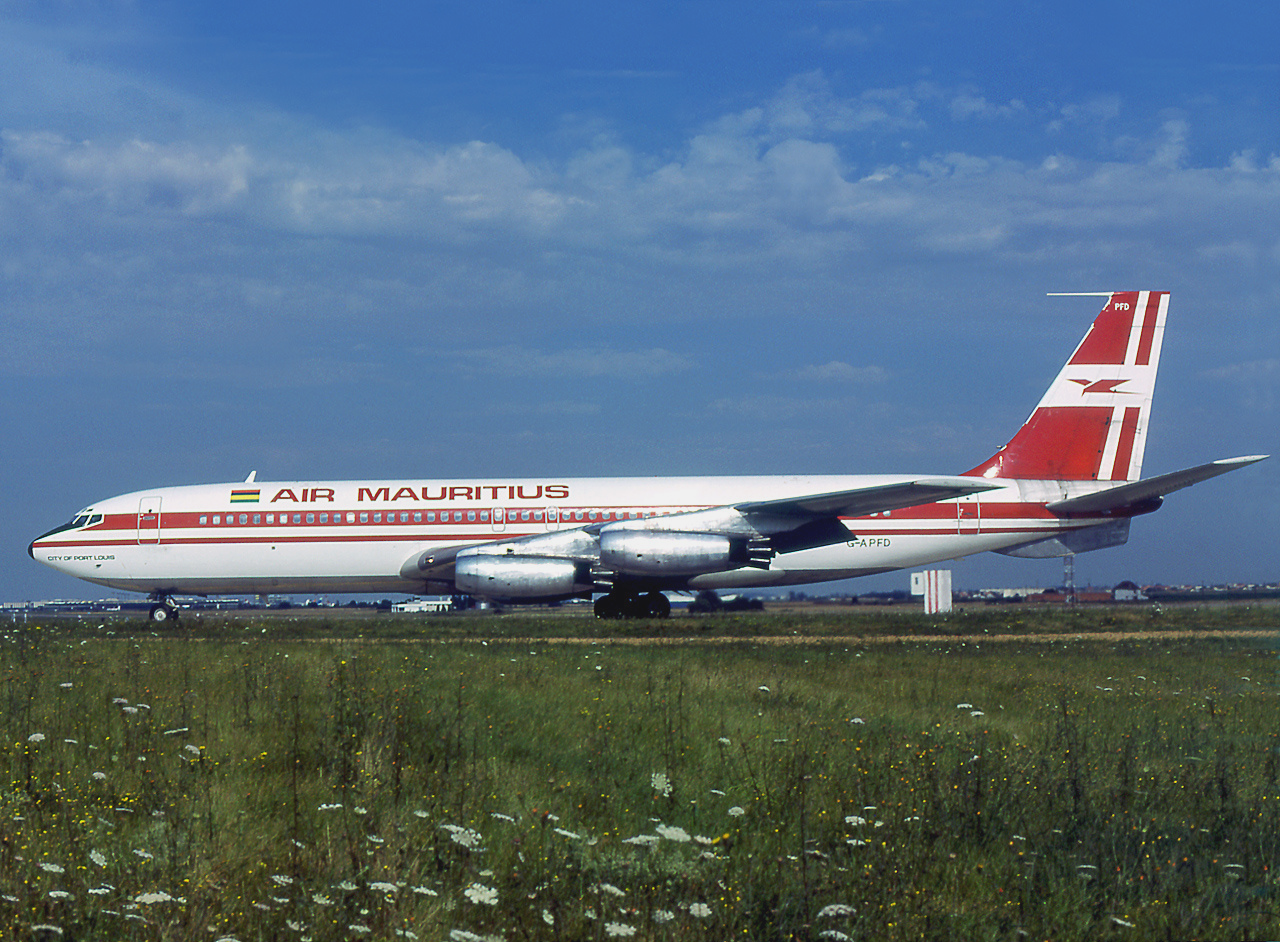
Uno dei Boeing 707-420 in leasing da British Airtours.

Nell'aprile 1980, la compagnia aveva 414 dipendenti e una flotta composta da un Boeing 707-420, un Boeing 737-200 e due Twin Otter per servire una rete di rotte passeggeri e merci a Bombay, Londra, Nairobi, Riunione, Rodrigues, Roma e Tananarive. La proprietà della compagnia era cambiata: il governo di Mauritius era l'azionista principale (42,5%), seguito da Rogers & Co. (17,5%), Air France e British Airways (15% ciascuna) e Air India (10%). Air Mauritius acquisì un Boeing 707-320B di seconda mano nel 1981. In precedenza era appartenuto alla South African Airways (SAA) e permise alla compagnia di restituire il Boeing 707-400 alla British Airtours. Nel novembre 1981, un servizio congiunto tra Air Mauritius e Air Madagascar iniziò nelle corse Tananarive-Mauritius-Comore-Nairobi e Riunione-Mauritius, a seguito del noleggio di un Boeing 737 di Air Madagascar. Durante i primi anni '80, le rotte per Durban e Johannesburg erano operate con Boeing 707-320B, pilotati da equipaggi di Air India e British Airways. L'incorporazione di un secondo velivolo del tipo, acquistato da Luxavia, permise al vettore di espandere la rete di rotte europee a Roma e Zurigo nel 1983, mentre Parigi fu aggiunta a metà degli anni '80. Noleggiato dalla SAA, un Boeing 747SP denominato ″Chateau de Réduit″ entrò nella flotta nel novembre 1984 e fu impiegato per servizi verso Londra. Nel marzo 1985, la flotta comprendeva due Boeing 707-320B, un Boeing 737-200, un Boeing 747SP e un Twin Otter. Quel mese fu incorporato il primo dei due Bell 206 JetRanger. Ad aprile, fu ordinato un ATR 42 da 46 posti e Singapore venne aggiunta alla rete di rotte con un servizio settimanale utilizzando Boeing 707. Nel giugno dello stesso anno, Air Mauritius si unì all'African Airlines Association. Il vettore realizzò un profitto di 3,5 milioni di sterline per l'anno fiscale 1985-86.
Nel 1986, un secondo Boeing 747SP, anch'esso noleggiato dalla SAA, entrò nella flotta; venne chiamato ″Chateau Mon Plaisir". L'incorporazione di questo aereo permise al vettore di eliminare gradualmente i Boeing 707. Nel 1987, i diritti di atterraggio di South African Airways sul suolo australiano furono sospesi dal governo australiano e Qantas cessò le sue operazioni in Sud Africa. Da allora si registrò un aumento della domanda da parte degli uomini d'affari, poiché la maggior parte dei passeggeri che viaggiavano dal Sud Africa all'Australia doveva fermarsi a Hong Kong, Taipei o Singapore. Dato che i diritti di atterraggio in Australia per Air Mauritius non erano stati ancora approvati, un servizio non-stop operato dai Boeing 747SP per Hong Kong iniziò il 29 ottobre 1989, in collaborazione con Cathay Pacific. I voli per Kuala Lumpur erano iniziati nel maggio 1988.

### Modernizzazione

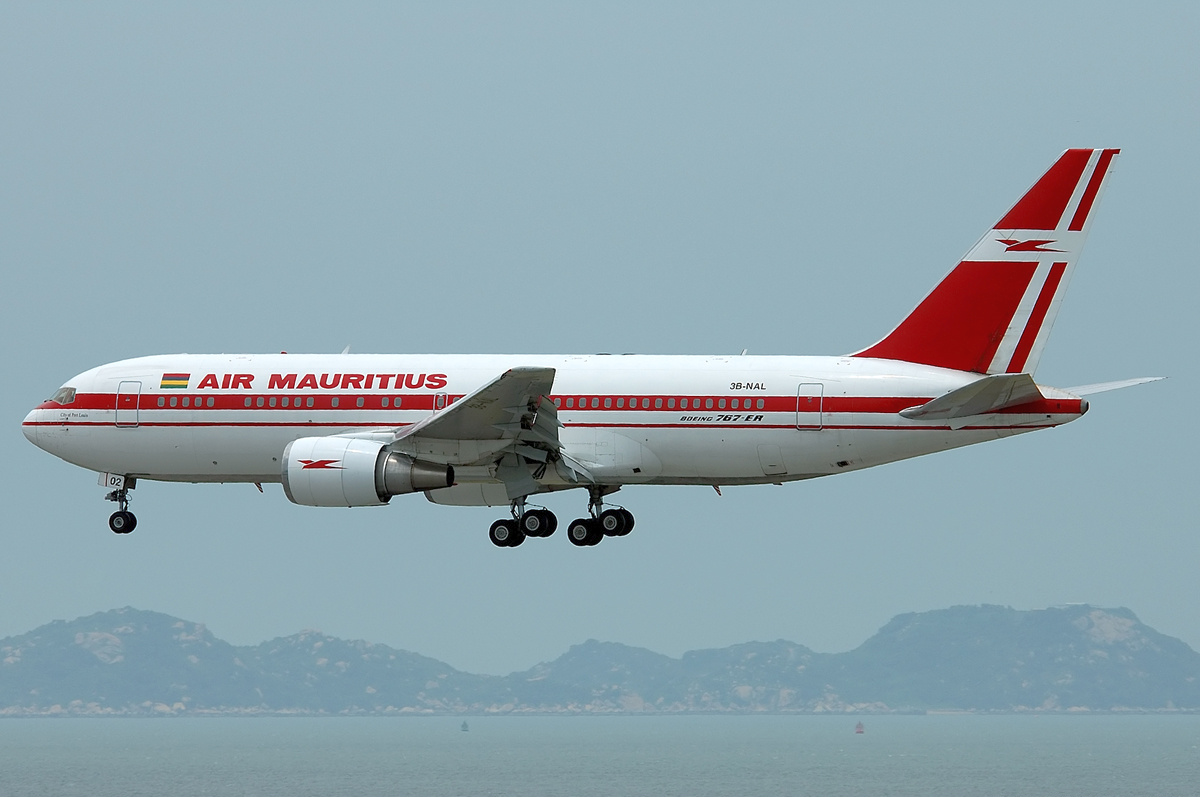
Uno dei due Boeing 767-200ER.

Valutata a 122 milioni di dollari e finanziata da un gruppo di banche che includeva Barclays, BNP, Crédit Lyonnais e Spectrum Bank, la società prese in consegna due Boeing 767-200ER nell'aprile 1988. Questi aerei furono chiamati "Città di Port Louis" e "Città di Curepipe". Uno di loro stabilì una distanza record per i twinjet commerciali il 18 aprile 1988, quando volò senza scalo da Halifax, Nuova Scozia, a Mauritius, coprendo una distanza di quasi 14.000 km in meno di 17 ore. Un anno prima era stato firmato un contratto del valore di 8,9 milioni di dollari, compresi i pezzi di ricambio per questi due Boeing 767. Sempre nel 1988, un Boeing 707 fu preso in leasing da Air Swazi Cargo per operare servizi cargo, e il primo ATR 42 iniziò i voli in entrata a dicembre, sostituendo i Twin Otter sui servizi inter-isole. Un secondo ATR 42 fu ordinato nel settembre 1989.
Nel marzo 1990, la rete di rotte comprendeva Antananarivo, Bombay, Durban, Ginevra, Harare, Hong Kong, Johannesburg, Kuala Lumpur, Londra, Moroni, Monaco, Nairobi, Parigi, Reunion, Rodrigues, Roma, Singapore e Zurigo. Una nuova rotta per Perth venne inaugurata nel dicembre 1991. Chiamato ″Paille en Queue″ e in leasing da ILFC, il primo Airbus A340-300 entrò nella flotta nel maggio 1994; dopo la consegna, un Boeing 747SP che era in leasing da SAA venne restituito. La compagnia aerea divenne la prima nell'emisfero australe a operare con l'A340-300. Un secondo A340-300, denominato ″Pink Pigeon″ e acquistato direttamente da Airbus, venne consegnato a ottobre. I servizi per Bruxelles e Città del Capo furono lanciati a luglio e novembre dello stesso anno. Preso in leasing da ILFC e denominato ″Kestrel″, il terzo A340-300 di Air Mauritius entrò a far parte della flotta nell'aprile 1995. La compagnia aerea iniziò a fare trading sulla Borsa di Mauritius durante l'anno. Nel 1996, l'ultimo Boeing 747SP fu venduto a Qatar Airways e furono lanciati voli diretti per Manchester.

### Anni recenti

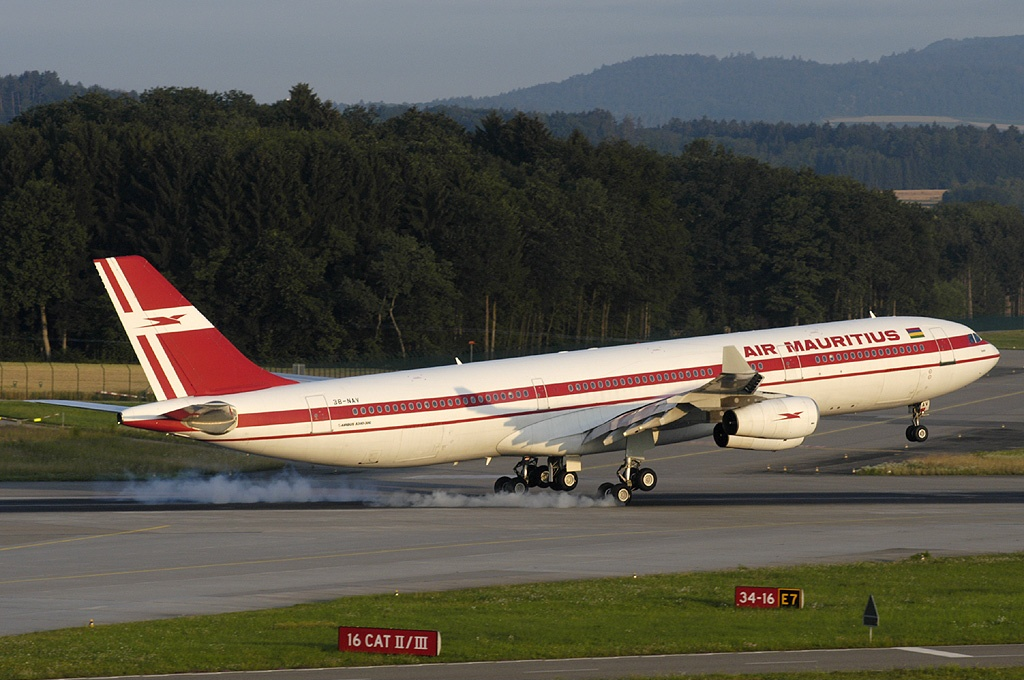
Un Airbus A340-300 in atterraggio a Zurigo nel 2004.

Ad aprile 2000, Air Mauritius aveva 2.000 dipendenti. A quel tempo, la compagnia aerea aveva una flotta di cinque Airbus A340-300, un ATR 42-300, due ATR 42-500 e due Boeing 767-200ER che servivano una rete di rotte che comprendeva Antananarivo, Bruxelles, Città del Capo, Delhi, Durban, Francoforte, Ginevra, Harare, Hong Kong, Johannesburg, Kuala Lumpur, Londra, Isola di Mahe, Manchester, Maputo, Mauritius, Melbourne, Milano, Mumbai, Monaco di Baviera, Parigi, Perth, Isola Rodrigues, Roma, Singapore, St Denis de la Reunion, St Pierre de la Reunion, Vienna e Zurigo. Le rotte africane di medio raggio iniziarono con l'acquisizione di due Airbus A319-100 nel 2001. La versione A340-300 Enhanced venne ordinata dal vettore a metà del 2005. L'A340-300 Enhanced è stato messo in servizio sulla rotta Londra-Heathrow nel dicembre 2006, subito dopo la consegna. Alla fine del 2007, la flotta ha visto l'incorporazione dell'Airbus A330-200; un secondo aeromobile dello stesso tipo è stato consegnato nell'ottobre 2009.
Nel marzo 2016, Air Mauritius ha lanciato l'"Air Corridor" con i suoi primi voli diretti per Singapore, precedentemente servita via Kuala Lumpur. La nuova rotta mirava a migliorare la connettività aerea tra Mauritius e Singapore al fine di stimolare la crescita del traffico passeggeri e merci tra l'Asia e l'Africa attraverso questi due hub.
Il 22 aprile 2020, la società ha comunicato di essere stata posta in amministrazione controllata, a seguito della crisi economica legata alla pandemia di COVID-19.

## Identità aziendale

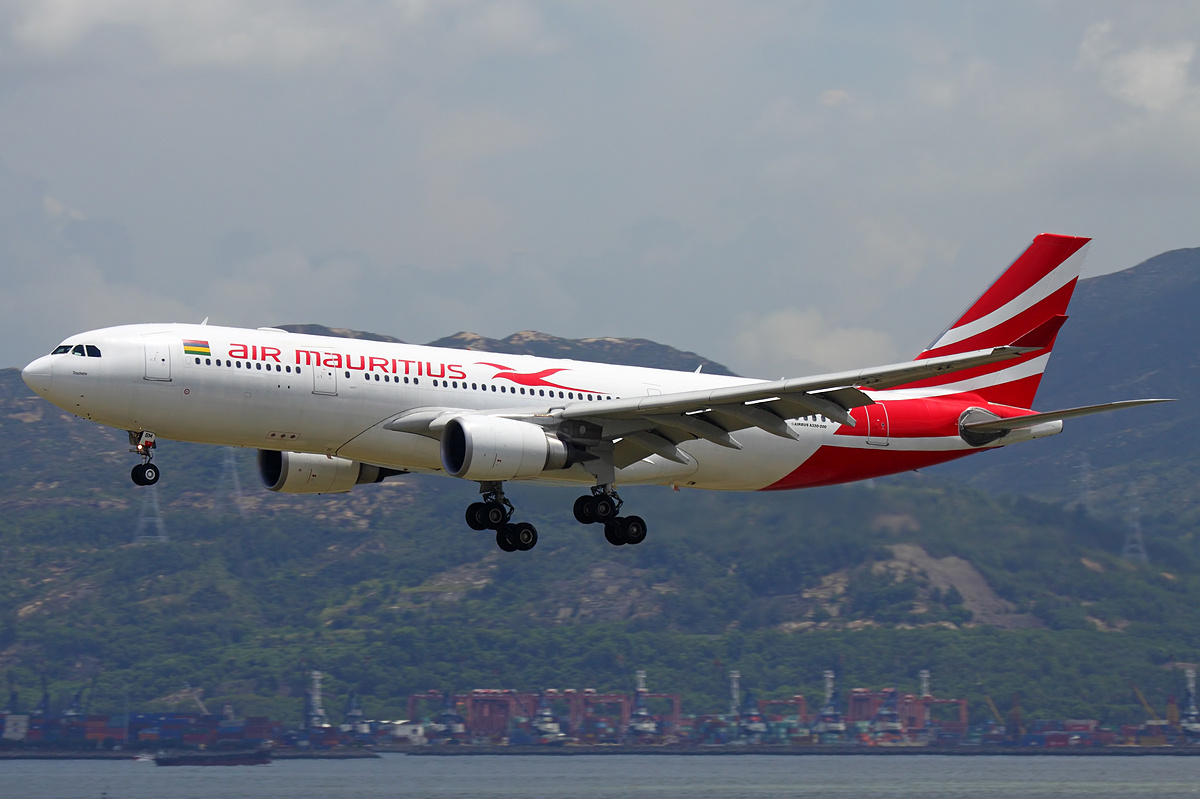
Un Airbus A330-200 a Hong Kong nel 2012.

Il 22 aprile 2020, il consiglio di amministrazione ha deciso di porre la Società sotto amministrazione controllata dopo che le interruzioni legate al coronavirus hanno reso impossibile per la compagnia aerea adempiere ai propri obblighi finanziari per il prossimo futuro. La pandemia ha avuto un impatto importante sui ricavi della società mentre cercava di cambiare il suo modello di business per affrontare i problemi finanziari esistenti. La società continuerà la sua attività, questa decisione è stata presa per salvaguardare gli interessi dell'azienda e dei suoi stakeholder.

### Quartier generale
A marzo 2015, Air Mauritius aveva la sua sede presso l'Air Mauritius Center a Port Louis, Mauritius.

### Persone chiave
A partire da marzo 2019, MANRAJ Dharam Dev, G.O.S.K ricopre la carica di presidente e BUTON Indradev era l'ufficiale in carica.

### Proprietà e sussidiarie
Air Mauritius è stata la prima compagnia mauriziana con la maggioranza di proprietà dello Stato che ha reso pubbliche le proprie azioni. La quotazione è stata concessa nel novembre 1994 e la negoziazione delle azioni alla borsa di Mauritius è iniziata nel febbraio 1995. Al 31 marzo 2018, gli azionisti che detengono più del 5% della partecipazione diretta nella compagnia aerea erano Air Mauritius Holdings Ltd. (51%) e il governo delle Mauritius (8,37%), mentre altri investitori detenevano la quota rimanente. Air Mauritius Holdings Ltd. era a sua volta posseduta in maggioranza (43,83%) dal governo mauriziano. Le consociate interamente controllate di Air Mauritius Limited sono Airmate Ltd., Air Mauritius Holidays Ltd., Air Mauritius Holidays (Pty) Ltd. Australia, Air Mauritius Institute Co.Ltd., Air Mauritius SA (proprietaria) Ltd., Mauritian Holidays Ltd. (Regno Unito ) e Mauritius Helicopters Ltd.; le consociate parzialmente controllate sono Mauritius Estate Development Corporation Ltd. (93,7%), Pointe Coton Resort Hotel Company Ltd. (54,2%) e Mauritius Shopping Paradise Company Ltd. (41,7%).

### Frequent flyer
Il programma frequent flyer di Air Mauritius si chiama Kestrelflyer e ha due tipi di tessere: la Silver e la Gold.

## Destinazioni

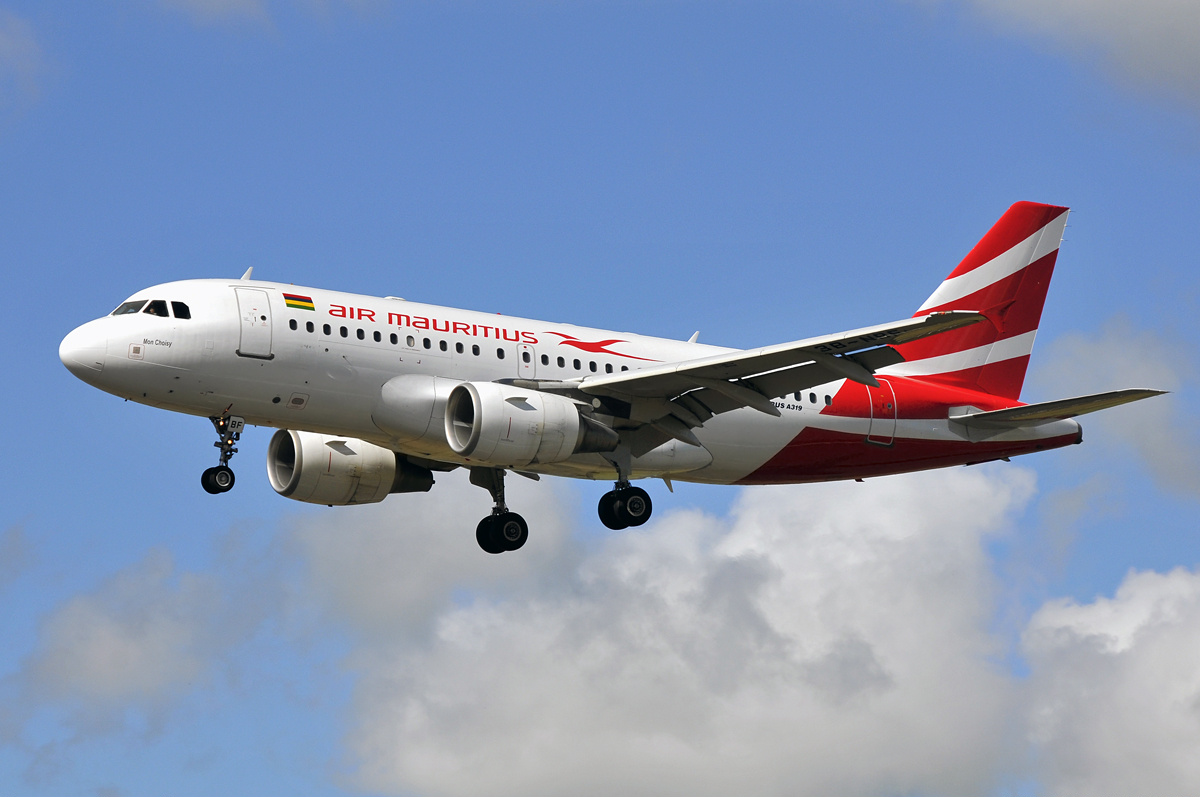
Un Airbus A319-100 nel 2011.

Nel settembre del 2015 la compagnia ha firmato un accordo di cooperazione con Air Austral, Air Madagascar, Air Seychelles e Int'Air Îles formando la Vanilla Alliance.
Ad ottobre 2018, la compagnia offriva 22 destinazioni dal suo hub principale, 19 delle quali su scala internazionale.

### Accordi di codeshare
Al 2021, Air Mauritius ha accordi di codeshare con le seguenti compagnie aeree:
- Air Austral
- Air France
- Air India
- Air Madagascar
- Emirates
- Hong Kong Airlines
- Kenya Airways
- Malaysia Airlines
- Singapore Airlines
- South African Airways
- Virgin Australia

## Flotta

### Flotta attuale

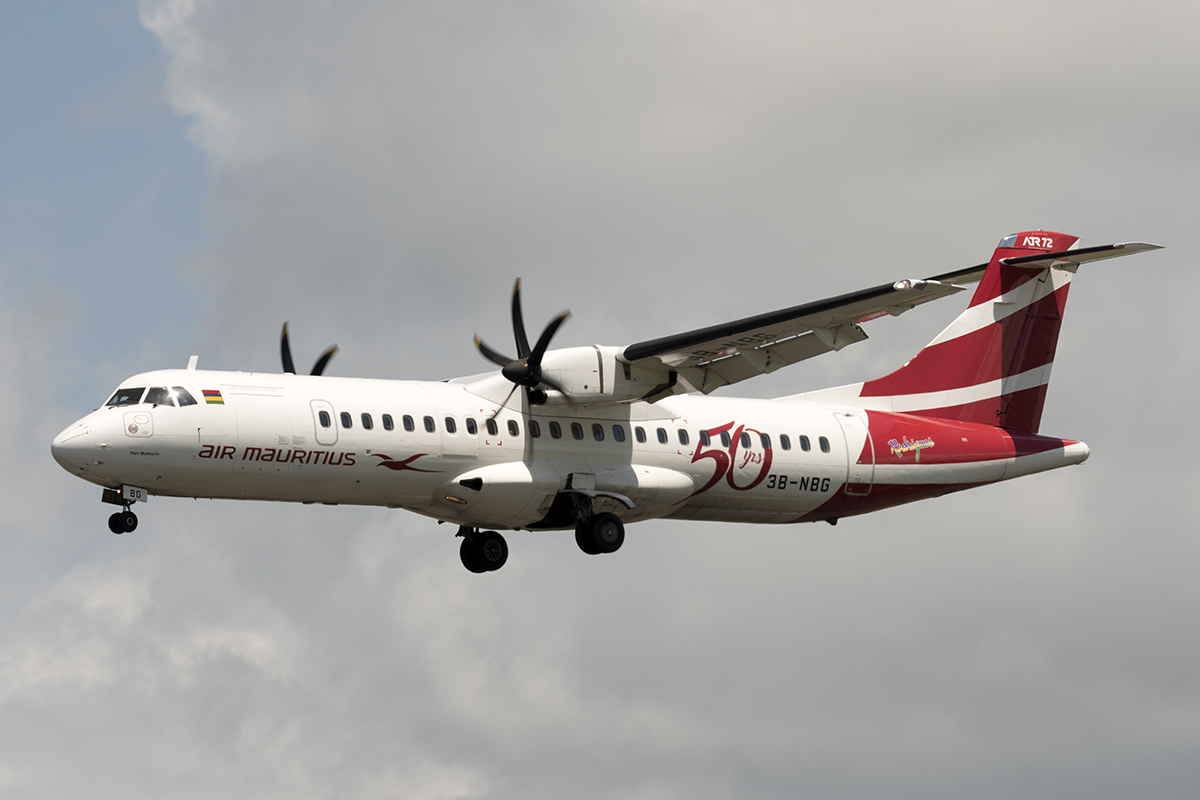
Uno degli ATR 72-500.

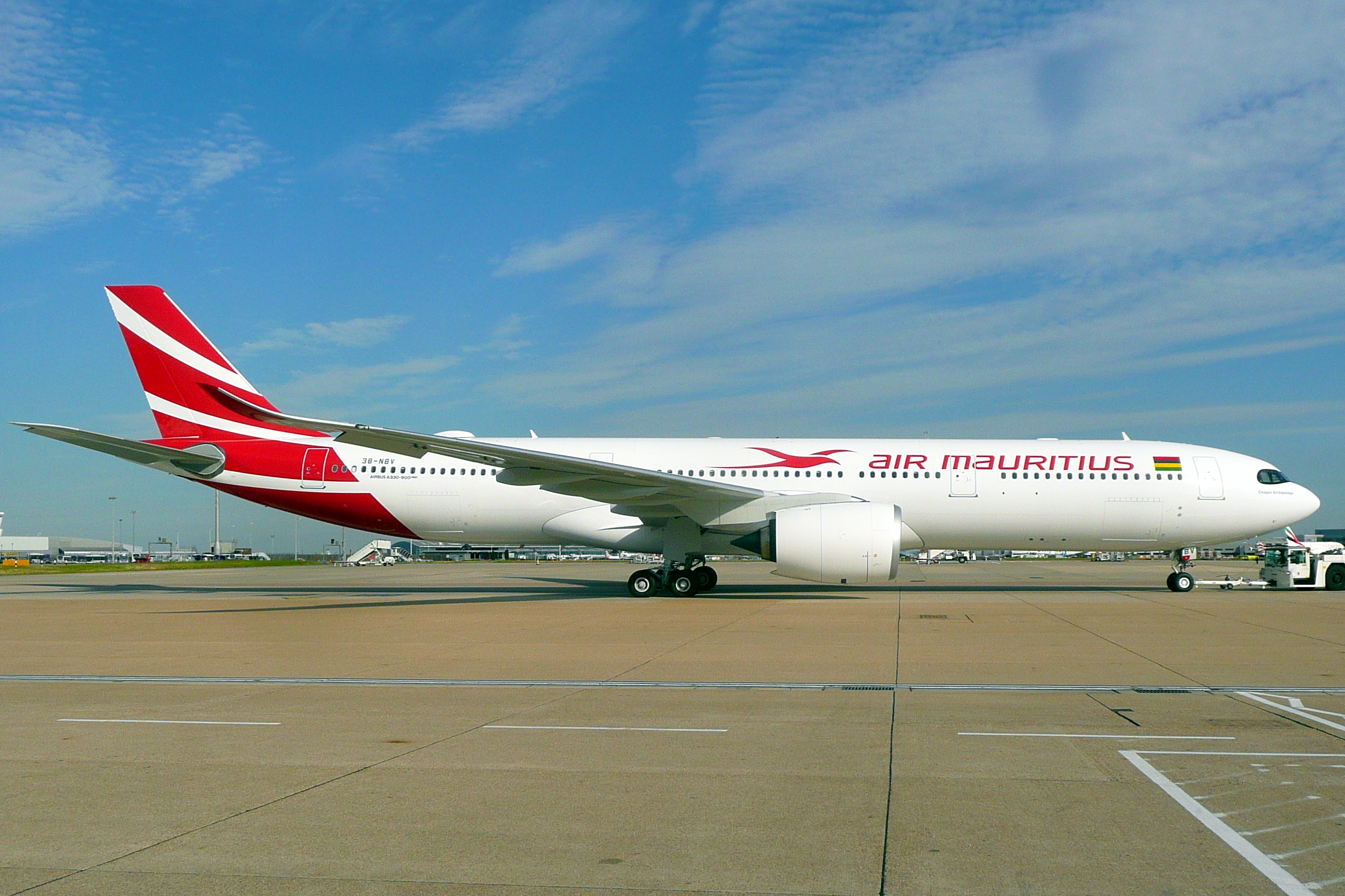
Un Airbus A330-900neo.

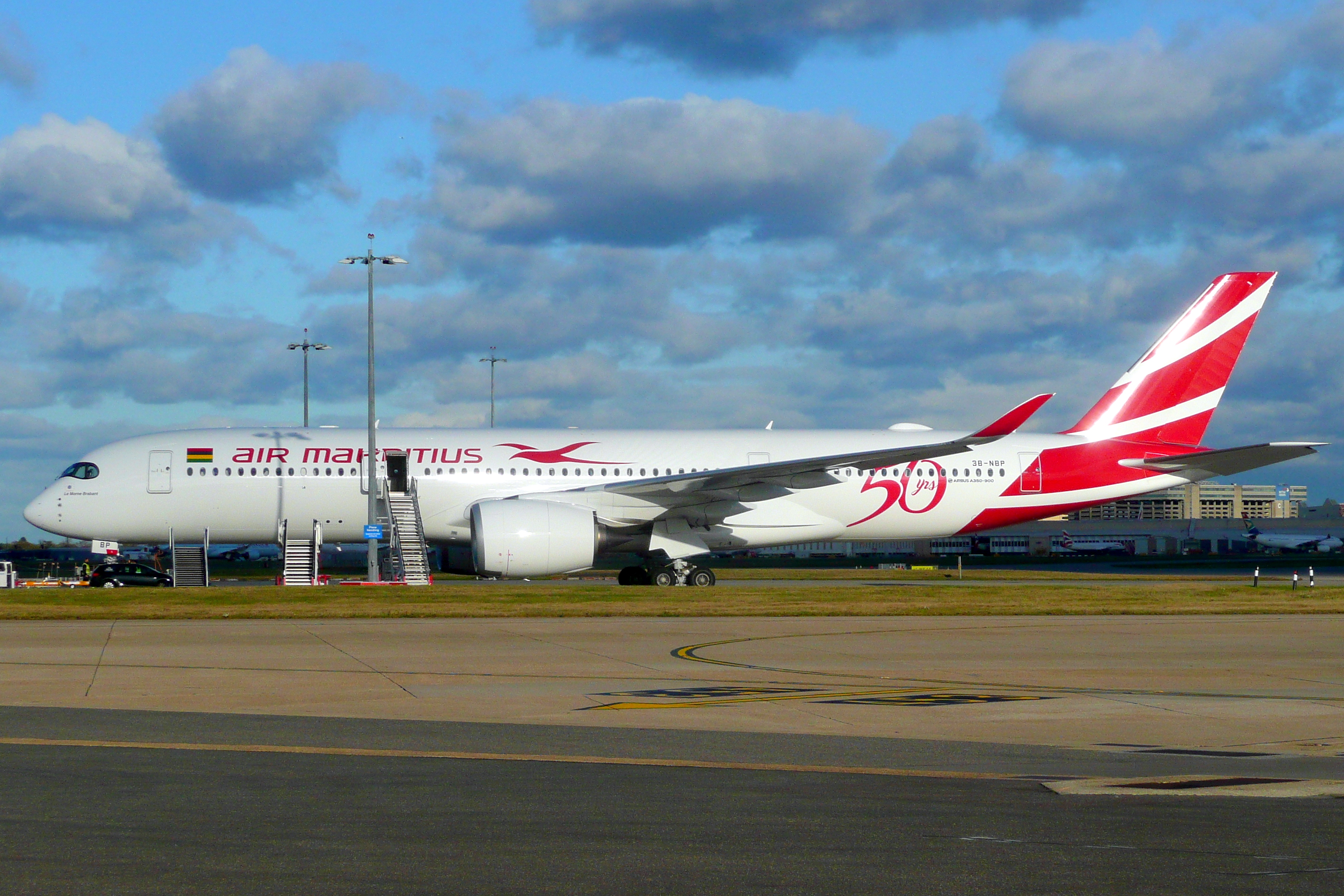
Uno degli Airbus A350-900.

Ad aprile 2025 la flotta di Air Mauritius è così composta:

### Sviluppi futuri
Nel luglio 2014, durante il Farnborough Air Show, è stato annunciato che Air Mauritius aveva firmato un memorandum d'intesa con Airbus per sei Airbus A350-900, di cui due saranno affittati da AerCap, con la possibilità di effettuare ordini aggiuntivi per un massimo di tre aeromobili tra il 2023 e il 2025. Inizialmente era previsto che l'aereo in leasing sarebbe entrato a far parte della flotta entro la fine del 2017 e gli altri quattro si sarebbero uniti nel 2019 e nel 2020.
Nel febbraio 2017, Air Mauritius ha annunciato che avrebbe preso in leasing due Airbus A330-900 da Air Lease Corporation per sostituire due Airbus A340-300E tra settembre e ottobre 2018. A causa dei ritardi di Airbus, questi aeromobili sono stati consegnati ad aprile e giugno 2019. I due Airbus A350-900 che dovevano essere consegnati nel 2020, sono stati rinviati al 2023. È stato anche annunciato che gli aerei esistenti della compagnia aerea sarebbero stati rinnovati con nuovi sedili, nuovi sistemi di intrattenimento in volo e Wi-Fi a bordo. Il rinnovamento degli interni delle cabine è stato completato entro giugno 2018. I due A350-900 erano stati noleggiati alla South African Airways, ma, nell'agosto 2020, sono stati restituiti anticipatamente, a causa di difficoltà finanziarie.

### Flotta storica

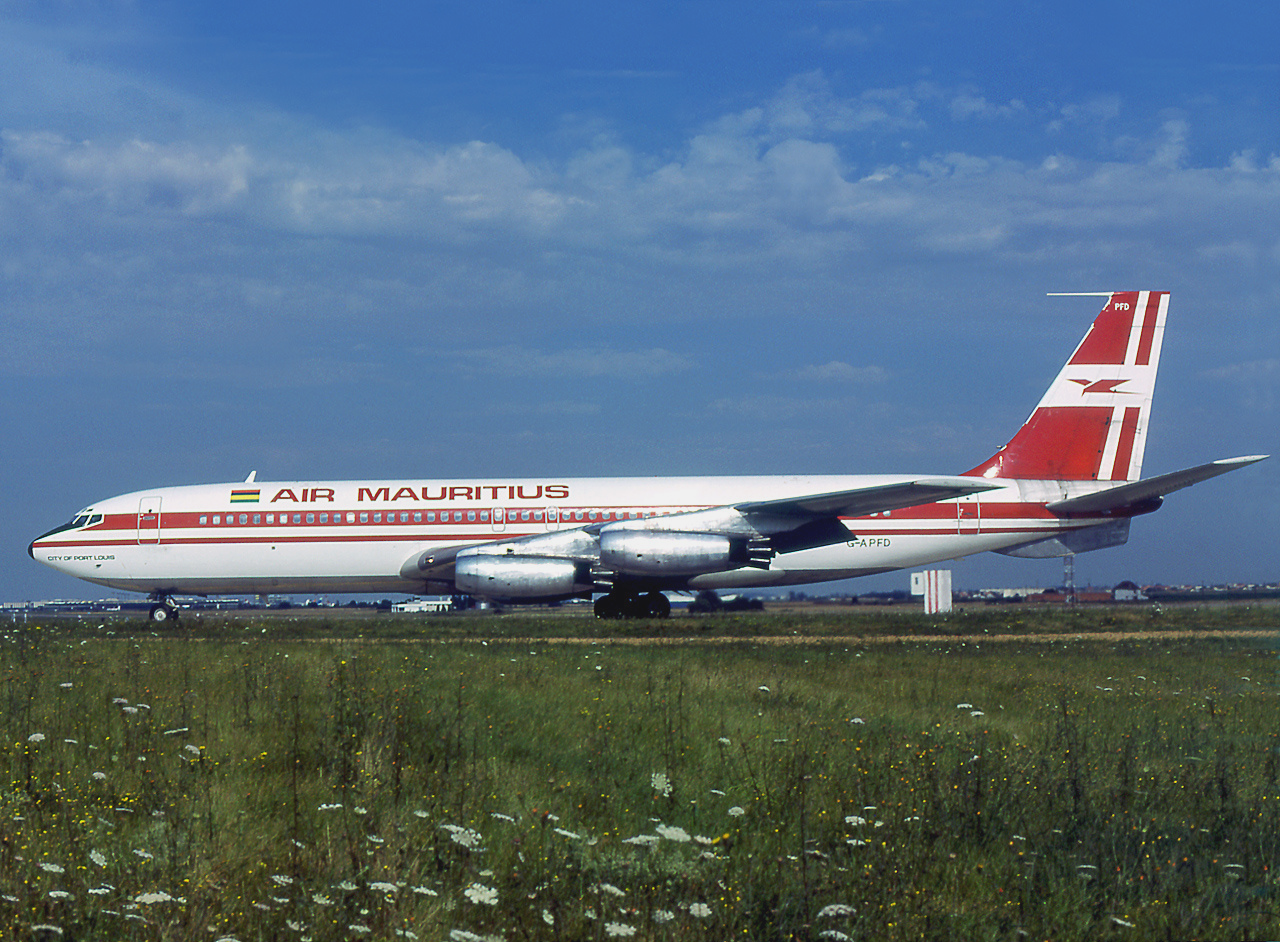
Un Boeing 707-420.

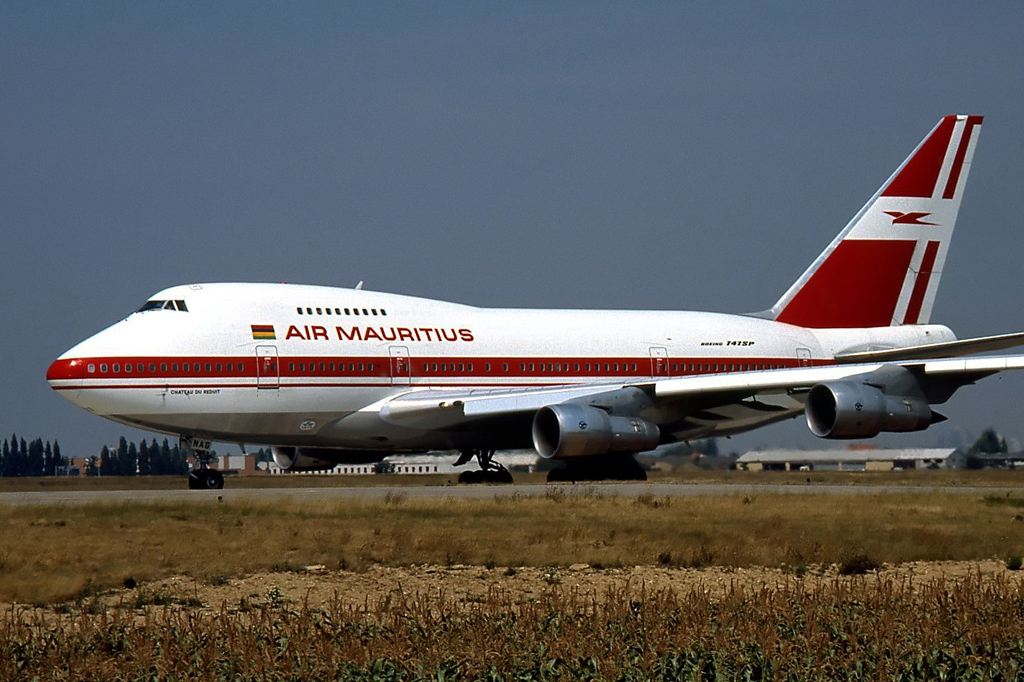
Un Boeing 747SP.

Air Mauritius operava in precedenza con i seguenti aeromobili: